# Клајн Луков (Икер-Рандов)
Клајн Луков (њем. Klein Luckow) општина је у њемачкој савезној држави Мекленбург-Западна Померанија. Једно је од 54 општинска средишта округа Икер-Рандов. Према процјени из 2010. у општини је живјело 212 становника. Посједује регионалну шифру (AGS) 13062026.

## Географски и демографски подаци
Клајн Луков се налази у савезној држави Мекленбург-Западна Померанија у округу Икер-Рандов. Општина се налази на надморској висини од 57 метара. Површина општине износи 19,4 km². У самом мјесту је, према процјени из 2010. године, живјело 212 становника. Просјечна густина становништва износи 11 становника/km².